# Yves Giraud-Cabantous
Yves Aristide Marius Giraud-Cabantous (* 8. Oktober 1904 in Saint-Gaudens; † 30. März 1973 in Paris) war ein französischer Automobilrennfahrer.

## Karriere
Obwohl Yves Giraud-Cabantous 30 Jahre lang Rennen bestritt, konnte er nie die absolute Spitze erreichen. Zu einem Gutteil lag es daran, dass er oft auf unterlegenem Material starten musste. 1925 begann er seine Rennfahrerlaufbahn auf einem Salmson, mit dem er in den ersten Jahren vorwiegend bei kleineren französischen Rennen Erfahrungen sammelte. In den 1930er-Jahren konzentrierte er sich auf Sportwagenrennen und erreichte beim 24-Stunden-Rennen von Le Mans 1938 den zweiten Platz.
Nach dem Krieg kehrte er auf Talbot auf die Rennstrecken zurück, sein größter Erfolg war der Sieg beim Grand Prix de Paris 1948. In den ersten Jahren der Automobil-Weltmeisterschaft kam er zweimal in die Punkteränge, wobei der vierte Platz beim Großen Preis von Großbritannien 1950 sein bestes Ergebnis darstellt. 1952 und 1953 bestritt er sporadisch Formel-1-Rennen auf HWM, und bis 1955 startete er in Le Mans.
Zwischen 1926 und 1932 entstanden in seinem Unternehmen Yves Giraud-Cabantous 28 Automobile. Nach seinem Rücktritt vom Rennsport baute er ein Transportunternehmen auf, das er bis zu seinem Tod 1973 leitete.

## Statistik

### Statistik in der Automobil-Weltmeisterschaft

#### Gesamtübersicht
| Saison | Team                       | Chassis             | Motor         | Rennen | Siege | Zweiter | Dritter | Poles | schn. Rennrunden | Punkte | WM-Pos. |
| ------ | -------------------------- | ------------------- | ------------- | ------ | ----- | ------- | ------- | ----- | ---------------- | ------ | ------- |
| 1950   | Automobiles Talbot-Darracq | Talbot-Lago T26C-DA | Talbot 4.5 L6 | 4      | −     | −       | −       | −     | −                | 3      | 14.     |
| 1951   | Yves Giraud Cabantous      | Talbot-Lago T26C    | Talbot 4.5 L6 | 6      | −     | −       | −       | −     | −                | 2      | 18.     |
| 1952   | HW Motors                  | HWM 52              | Alta 2.0 L4   | 1      | −     | −       | −       | −     | −                | −      | NC      |
| 1953   | HW Motors                  | HWM 53              | Alta 2.0 L4   | 2      | −     | −       | −       | −     | −                | −      | NC      |
| Gesamt | Gesamt                     | Gesamt              | Gesamt        | 13     | −     | −       | −       | −     | −                | 5      |         |

#### Einzelergebnisse
| Saison | 1 | 2 | 3   | 4   | 5   | 6 | 7   | 8  | 9 |
| ------ | - | - | --- | --- | --- | - | --- | -- | - |
| 1950   |   |   |     |     |     |   |     |    |   |
| 4      |   |   | DNF | DNF | 8   |   |     |    |   |
| 1951   |   |   |     |     |     |   |     |    |   |
| DNF    |   | 5 | 7   |     | DNF | 8 | DNF |    |   |
| 1952   |   |   |     |     |     |   |     |    |   |
|        |   |   | 10  |     |     |   |     |    |   |
| 1953   |   |   |     |     |     |   |     |    |   |
|        |   |   |     | 13  |     |   |     | 15 |   |

| Legende  | Legende            | Legende                                                          |
| Farbe    | Abkürzung          | Bedeutung                                                        |
| -------- | ------------------ | ---------------------------------------------------------------- |
| Gold     | –                  | Sieg                                                             |
| Silber   | –                  | 2. Platz                                                         |
| Bronze   | –                  | 3. Platz                                                         |
| Grün     | –                  | Platzierung in den Punkten                                       |
| Blau     | –                  | Klassifiziert außerhalb der Punkteränge                          |
| Violett  | DNF                | Rennen nicht beendet (did not finish)                            |
| Violett  | NC                 | nicht klassifiziert (not classified)                             |
| Rot      | DNQ                | nicht qualifiziert (did not qualify)                             |
| Rot      | DNPQ               | in Vorqualifikation gescheitert (did not pre-qualify)            |
| Schwarz  | DSQ                | disqualifiziert (disqualified)                                   |
| Weiß     | DNS                | nicht am Start (did not start)                                   |
| Weiß     | WD                 | zurückgezogen (withdrawn)                                        |
| Hellblau | PO                 | nur am Training teilgenommen (practiced only)                    |
| Hellblau | TD                 | Freitags-Testfahrer (test driver)                                |
| ohne     | DNP                | nicht am Training teilgenommen (did not practice)                |
| ohne     | INJ                | verletzt oder krank (injured)                                    |
| ohne     | EX                 | ausgeschlossen (excluded)                                        |
| ohne     | DNA                | nicht erschienen (did not arrive)                                |
| ohne     | C                  | Rennen abgesagt (cancelled)                                      |
| ohne     | keine WM-Teilnahme |                                                                  |
| sonstige | P/fett             | Pole-Position                                                    |
| sonstige | 1/2/3/4/5/6/7/8    | Punktplatzierung im Sprint-/Qualifikationsrennen                 |
| sonstige | SR/kursiv          | Schnellste Rennrunde                                             |
| sonstige | *                  | nicht im Ziel, aufgrund der zurückgelegten Distanz aber gewertet |
| sonstige | ()                 | Streichresultate                                                 |
| sonstige | unterstrichen      | Führender in der Gesamtwertung                                   |

### Le-Mans-Ergebnisse
| Jahr | Team                  | Fahrzeug          | Teamkollege       | Platzierung | Ausfallgrund    |
| ---- | --------------------- | ----------------- | ----------------- | ----------- | --------------- |
| 1931 | Yves Giraud-Cabantous | Caban Speziale    | Roger Labric      | Ausfall     | Motorschaden    |
| 1932 | Roger Labric          | Caban Speziale    | Roger Labric      | Rang 9      |                 |
| 1937 | Yves Giraud-Cabantous | Chenard & Walcker | Charles Rigoulot  | Ausfall     | Unfall          |
| 1938 | Gaston Serraud        | Delahaye 135CS    | Gaston Serraud    | Rang 2      |                 |
| 1939 | Ecurie Francia        | Delahaye 135CS    | Eugène Chaboud    | Ausfall     | Defekt          |
| 1949 | Louis Villeneuve      | Delahaye 135CS    | Marius Chanal     | Ausfall     | Getriebeschaden |
| 1952 | Donald Healey         | Nash Healey       | Pierre Veyron     | Ausfall     | Getriebeschaden |
| 1953 | Nash Healey Inc.      | Nash Healey Sport | Pierre Veyron     | Ausfall     | kein Öldruck    |
| 1954 | Automobiles VP        | VP 166R           | Just-Émile Vernet | Ausfall     | Unfall          |
| 1955 | Automobiles VP        | VP 166R           | Yves Lesur        | Ausfall     | Motorschaden    |

### Einzelergebnisse in der Sportwagen-Weltmeisterschaft
| Saison | Team              | Rennwagen          | 1   | 2   | 3   | 4   | 5   | 6   | 7   |
| ------ | ----------------- | ------------------ | --- | --- | --- | --- | --- | --- | --- |
| 1953   | Nash-Healey       | Nash-Healey Sports | SEB | MIM | LEM | SPA | NÜR | RTT | CAP |
| 1953   | Nash-Healey       | Nash-Healey Sports | DNF |     |     |     |     |     |     |
| 1954   | Vernet et Pairard | VP 166R            | BUA | SEB | MIM | LEM | RTT | CAP |     |
| 1954   | Vernet et Pairard | VP 166R            | DNF |     |     |     |     |     |     |
| 1955   | Vernet et Pairard | VP 166R            | BUA | SEB | MIM | LEM | RTT | TAR |     |
| 1955   | Vernet et Pairard | VP 166R            | DNF |     |     |     |     |     |     |